# Ясир

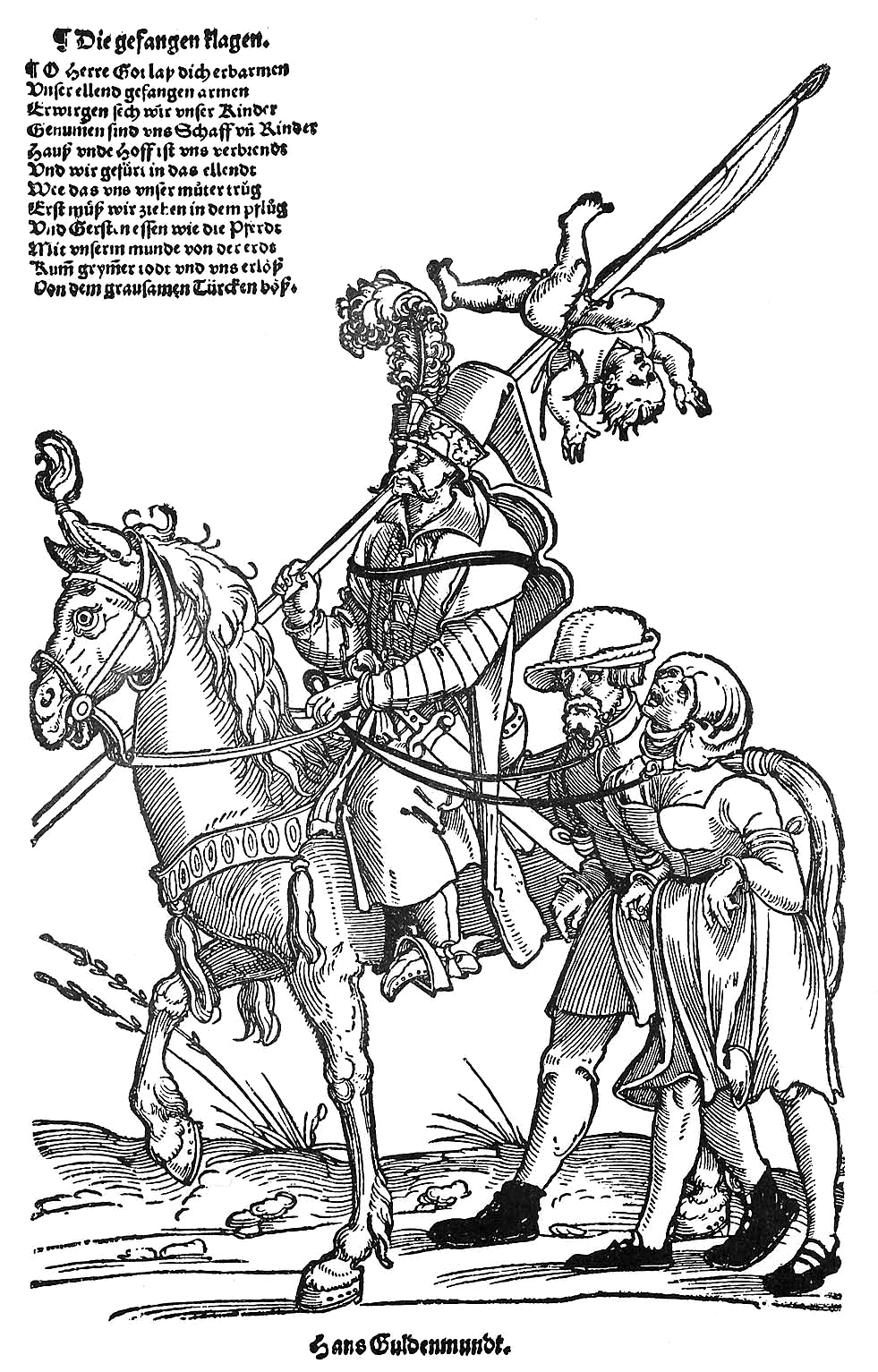
Турок із ясиром.

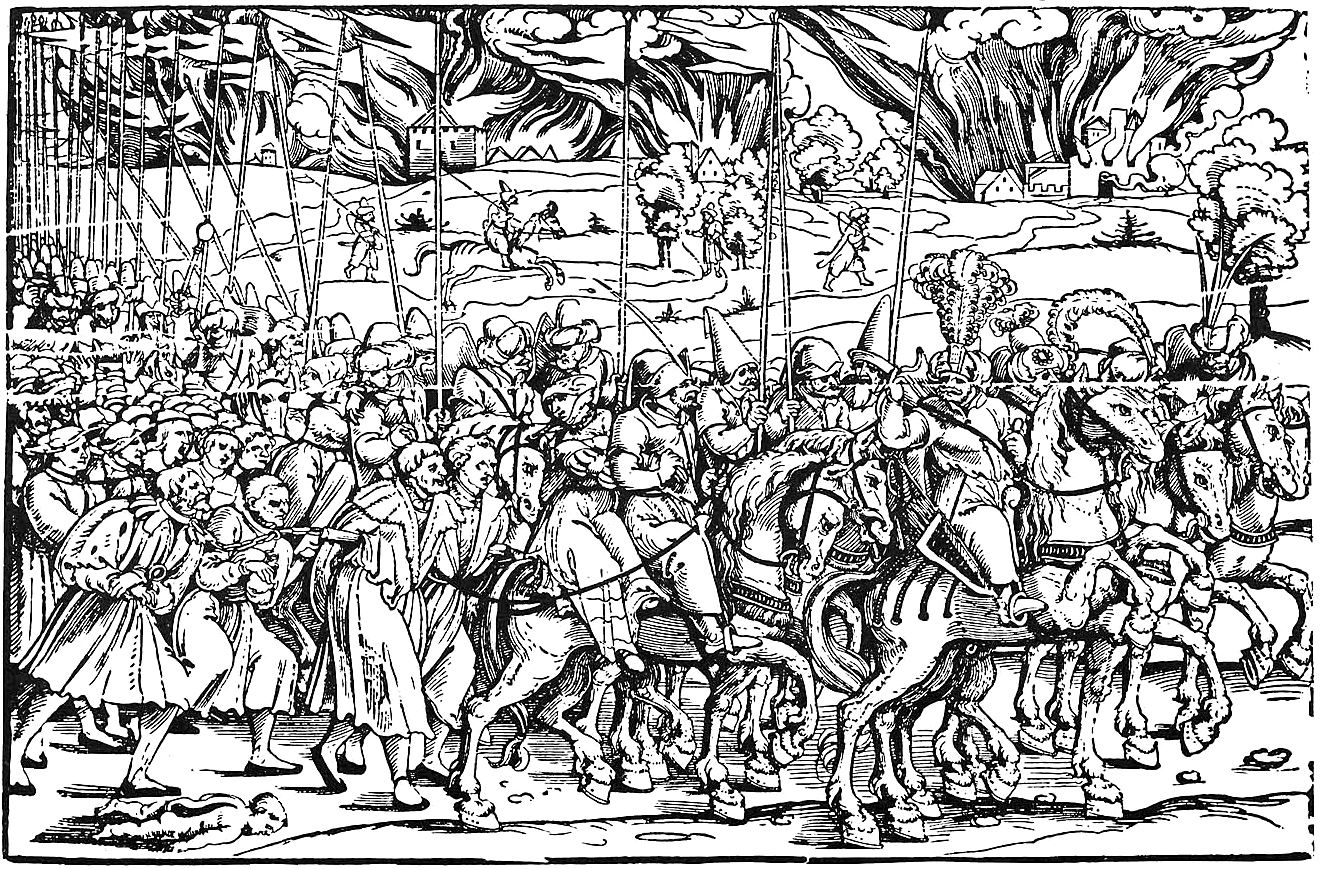
Взяття ясиру.

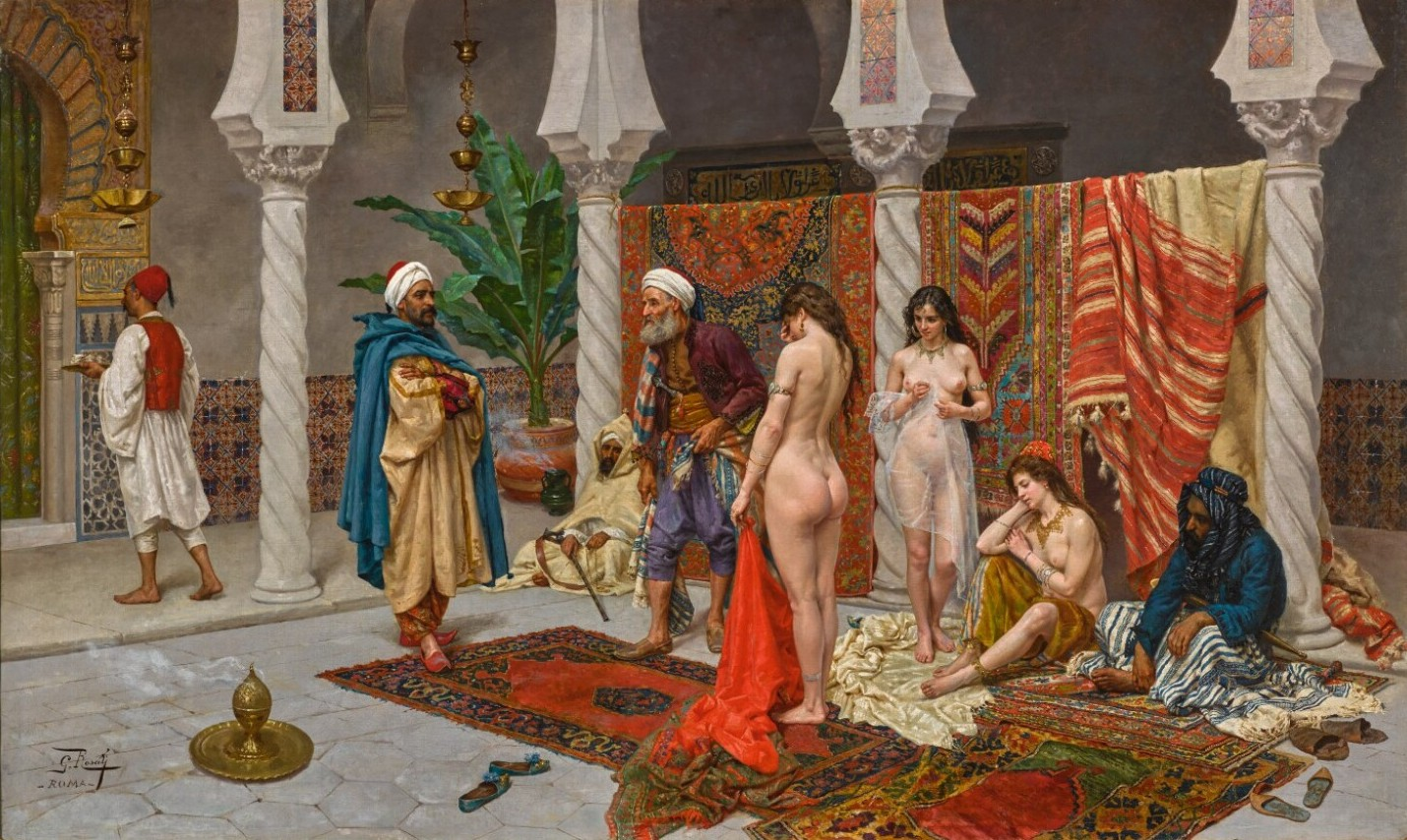
Продаж ясиру.

Яси́р (крим. esir, тур. esir) — історичний термін з середини 15 — до середини 18 століття у Речі Посполитій (зокрема в Україні) та московській державі для означення бранців, полонених, набраних кримськими татарами, ногайцями та османами на території цих держав під час війн або спеціальних походів.

## Етимологія
Слово ясир (д.-рус. ясырь) запозичене з тюркських мов: крим. esir («полонений»), тур. esir («полонений», «раб», «слуга»), яке сходить до араб. اسير‎, 'асір. Турецьке слово вживалося в таких сполученнях, як esir düşmek («потрапляти в полон»), esir etmek («брати в полон»), esir olmak («потрапити в полон», «бути залежним)». Оскільки полон був головним джерелом рабів у Османській імперії, «есір» стало родовим поняттям раба і юридичним терміном, що сприяло знайомству з ним і його запозиченню потерпілими народами. У Кримському ханаті, крім «єсір», засвідчене вживання діалектних термінів «шура» (раб, від перс. «чура», споріднене з укр. «джура»), «маріє» («жінка», від Марія), «девке» (від укр. дівка), «казак» (чоловік). В українській, російській і польській мовах термін набув також значення збірного поняття.
Точний час виникнення терміна невідомий; походи кримських татар за невільниками у володіння Великого князівства Литовського засвідчені незабаром після смерті великого князя Вітовта (1430), тобто за кілька десятиліть до османських завоювань на Кримському півострові (1475). Однак в османський час походи за ясиром перетворилися на справжній «промисел» — в якому брали участь як організовані загони, так і зібрані нашвидкуруч невеликі ватаги кочовиків.

## Історія
Ще перед тим, як кримця почали пропонувати свій ясир османам, вони 200 років продавали його християнам – генуезцям, вони вивозили ясир у Єгипет і Західну Європу. Історія українців у работоргівлі почалася задовго до яничар та османів. Генуезці продали першого невільника близько 1270 року.
До кінця XV столітті у рабство потрапили щонайменше 200 тисяч людей. Напади «людоловів» були настільки регулярними, що в середині наступного сторіччя мандрівники, що відвідували Крим, здивовано запитували «Чи щe лишилися люди у вaшиx зeмляx, i звiдки їx там бeрeться тaк бaгaтo?». Наприкінці XVI століття кількість проданого в Кефе (Феодосія) ясиру (17,5 тис. осіб за рік) вже більш як удесятеро перевищувала показник генуезьких часів (бл. 1,5 тис. осіб на рік). Останній похід кримських татар відбувся під проводом хана Кирим Ґерая взимку 1768/69.
Частину бранців продавали на невільничих ринках (Кафа, Ґьозлеве й інші) в різні країни Сходу, частину залишали на працю в своїх маєтках, на галерах тощо. Іноді бранці переходили на ісламську віру й досягали визначних становищ в Османькій імперії, наприклад, Роксолана — дружина султана Сулеймана І. Бранців звільняли за викуп, запорожці визволяли їх під час походів, деколи бранці повставали і самі визволялися (повстання бранців у Криму в 17 столітті під проводом Олекси Шафрана).
Важке життя бранців у турецькій неволі — улюблений сюжет дум та історичних пісень, стало основою й творів новішої української літератури («Маруся Богуславка» Михайла Старицького, «Людолови» Зінаїди Тулуб та інші).
Ясир був тривалим чинником значних втрат населення України. Найбільшого розмаху людоловство сягало в період до початку 18 ст.; пізніше Османська імперія, виконуючи умови Карловицьких угод (див. Карловицький конгрес 1698—1699) та Константинопольського мирного договору 1700, намагалася стримувати набіги Кримського ханату і ногайських орд з Єдисану та Буджаку.
Під час козацько-польської війна 1648—1657 років взяття ясира робилося з мовчазної згоди козаків, а іноді — навіть за їхньої участі. Так, після Зборівської угоди з поляками кримці вивели з України 40 тисяч невільників. Кримці набирали бранців у супроводі старшини Хмельницького. Серед причетної до поневолення людей старшини один з очевидців називав полковників Мартина Небабу та Данила Нечая, які були представниками козацької еліти.
За різними даними, 1649 року кримські татари з козаками спустошили від 12 до 70 українських міст. Одне з джерел згадує про «970 литовських городов» — тут, очевидно, маються на увазі не міста, а всі огороджені поселення, включно з хуторами й заставами. Прикметно, що кримці набирали плату людьми здебільшого в маєтностях польської шляхти, насамперед — подільської та волинської. Та дорогою до Криму не завжди вони проминали й поселення новопосталої козацької держави.
Ввіз ясиру до Османської імперії був організований. Він обкладався ввізним митом («пенджик» — від перського слова, що означає «п'ятина»), що призначалося за кожну душу і залежав від статі та вікових категорій, а продаж — ринковими податками. Пунктами завозу на османську територію були порти Кефе, Ак-Керман, Кілія, Очаків. Однак перш, ніж потрапити туди, людолови перепродавали ясир професійним работоргівцям на степових базарах («кара сук»), що тимчасово виникали при татарських шляхах.
Значна кількість бранців залишалася у володінні кримських татар, і податки з них збиралися до ханської скарбниці. У невільника була можливість відробити строк у неволі, отримати свободу і вписатися в суспільство. А найкраще було потрапити в неволю до якогось паші, де нема багато роботи. Але треба було навернутися в іншу віру і старатися на службі. Між господарем та невільником існували свої людські стосунки, останній, за ісламським правом, зараховувався до членів родини.

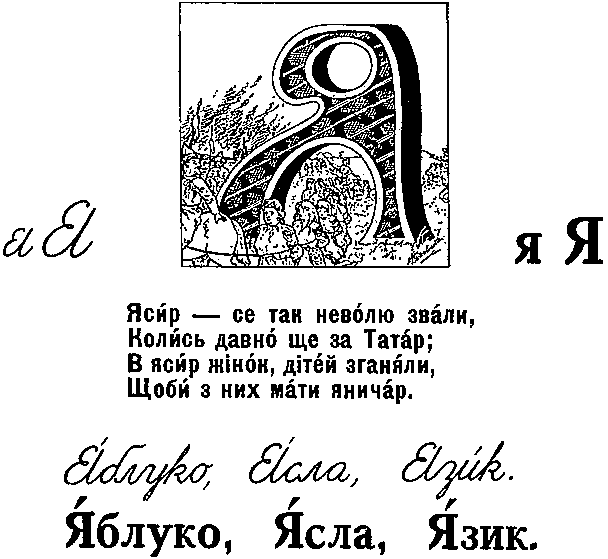
Сторінка із букваря

Надійних підрахунків кількості ясиру, як і реєстру людоловських набігів, нема. Їх було неможливо скласти, бо, крім великих походів, ясир набирали невеличкі (до 100 осіб) банди ловців, які при тому звільнялися від виплати мита. Дані про стягнуте за невільників мито у пунктах завезення є дуже фрагментарні та не враховують бранців, що залишилися в руках кримських татар. Гіпотетичні оцінки кількості ясиру з України за 15—18 ст. коливаються від 2—2,5 до 3,5 млн осіб, але реальна кількість може відрізнятися як у менший, так і в більший, бік.
Ясир як різновид примусової міграції є одним із найбільших демографічних явищ в історії України. Він залишається недослідженим як через брак надійних даних, так і через популярні стереотипи. Однак можна стверджувати, що безсумнівно величезні людські втрати серед українців через ясир, з одного боку, не зупинили української колонізації Степу, а з другого, українське козацтво не стало чинником, завдяки якому припинилися людоловські набіги. У Кримському ханаті ясир призвів до утворення етнічної групи метисів (т. зв. тумів), що у 17 ст., за свідченням Евлії Челебі, сягала 900 тис. і чисельністю переважала решту населення Кримського ханату. Деякі історики вважають останню цифру завищеною. Наслідки ясиру для демографії та культурири Криму також недосліджені. Русини наверталися в іслам, дівчата могли стати туркенями, вірменками, гречанками, юдейками й розчинилися в тій багатонаціональній і багаторелігійній масі.
Ясир залишив виразний слід в українському політичному дискурсі 16—18 ст., народній пам'яті, усній творчості та історіографії. Зокрема, народне осмислення викликів ясиру відбилося в третині всіх дум. Проте недослідженість зумовлює стереотипізоване трактування ясиру та його наслідків в історіографії, що служить одним із головних аргументів у спекулятивній візії трагічного минулого України.